# Reservvaluta
En reservvaluta är en nationell valuta som ofta hålls i centralbankers valutareserver och som används inom internationell handel och vid internationella transaktioner. Den viktigaste reservvalutan i världen är den amerikanska dollarn.